# Rocky Hill (New Jersey)
Rocky Hill è un comune (borough) degli Stati Uniti d'America, situato nello stato del New Jersey, nella contea di Somerset.